# Rita Hayworth et la Rédemption de Shawshank
Pour les articles homonymes, voir Rédemption (homonymie).
Rita Hayworth et la Rédemption de Shawshank (titre original : Rita Hayworth and Shawshank Redemption) est un roman court de Stephen King paru en août 1982 dans le recueil Différentes Saisons. C'est un récit réaliste qui a pour cadre la prison et qui met l'accent sur la survie et l'espoir. Il a été porté à l'écran sous le titre Les Évadés.
Ce récit est classé à la neuvième place des œuvres favorites des lecteurs de Stephen King lors d'un sondage organisé par le magazine Rolling Stone en 2014.

## Résumé
En 1948, Andy Dufresne, un jeune banquier prometteur, est emprisonné à la prison d'État de Shawshank, comdamné à deux fois la prison à vie pour le meurtre de sa femme et de l'amant de celle-ci, malgré ses protestations d'innocence. Il connaît des débuts très difficiles, étant régulièrement harcelé et agressé sexuellement par un trio de prisonniers, surnommé les "chiennes", qui s'en prennent aux nouveaux venus, mais sa situation s'améliore vite quand il se rend indispensable à l'administration de la prison par ses connaissances en matière de fiscalité. Il demande à Red, un détenu qui fournit aux autres divers produits de contrebande, de lui trouver une affiche de Rita Hayworth (qui sera remplacée par des affiches d'autres actrices au cours des années telles que Raquel Welsh) et un petit casse-pierres de géologue pour se livrer à son passe-temps, la sculpture sur pierre. Red et Andy, à qui a été confiée la responsabilité de la bibliothèque de la prison, se lient d'amitié au fil des années.
Un jour, Andy apprend par un nouveau détenu qu'un autre homme lui a avoué avoir commis les meurtres pour lesquels il est emprisonné. Andy demande au directeur de rouvrir l'enquête mais celui-ci refuse, ne voulant pas perdre la personne qui blanchit son argent. Peu après, Andy confie à Red son intention de s'évader, une nouvelle identité l'attendant déjà à l'extérieur, et de se reconstruire une nouvelle vie au Mexique. Il ajoute qu'il aura besoin d'un homme comme Red et lui révèle l'endroit où ses papiers l'attendent. Red reste incrédule mais, un matin de 1975, après presque 27 ans à Shawshank, Andy demeure introuvable. Les gardiens découvrent qu'il s'est évadé par un tunnel, dont l'entrée était dissimulée par son affiche, creusé jusqu'à une canalisation d'égout conduisant à l'extérieur.
Quelques mois plus tard, Red est libéré sur parole, se rend à l'endroit indiqué par Andy et y trouve de l'argent et une lettre lui demandant de le rejoindre dans une ville du Mexique. Red part pour le Mexique, le cœur rempli d'espoir.

## Genèse
Rita Hayworth et la Rédemption de Shawshank a été écrit par Stephen King alors que celui-ci venait de terminer Dead Zone. Le personnage secondaire de Brooks Hatlen a été baptisé d'après Burton Hatlen, professeur de littérature de King lorsque celui-ci était étudiant à l'université du Maine.

## Analyse
Pour Michael R. Collings, spécialiste de l'œuvre de Stephen King, ce récit narré à la première personne, chose rare chez l'écrivain, met en opposition le « décor terrifiant » de la prison d'État de Shawshank et l'idéalisme du personnage d'Andy Dufresne, qui « apporte la lumière dans les ténèbres » et dont l'évasion est « un hommage à l'esprit indomptable de l'homme ». La survie et l'espoir sont des thèmes particulièrement mis en avant. Collings compare l'histoire à Dead Zone car les deux « parlent d'innocents piégés par les circonstances mais qui sont encore capables de conserver une part de leur naïveté et un solide espoir ». La fragilité apparente des deux héros, Andy Dufresne et Johnny Smith, est démentie par leur « incroyable force intérieure » et, bien qu'ayant perdu une grande partie de leur vie, « ils sont déterminés à utiliser au mieux le peu qui leur reste ».

## Adaptations
Le récit a été adapté au cinéma, sous le titre Les Évadés, par Frank Darabont en 1994, avec Tim Robbins et Morgan Freeman dans les rôles principaux.
Il a également été adapté au théâtre en 2009, à Dublin puis à Londres, par le metteur en scène irlandais Peter Sheridan avec les acteurs américains Kevin Anderson et Reg E. Cathey dans les deux rôles principaux.